# Louis Nigg Barn
Pour les articles homonymes, voir Nigg.
La Louis Nigg Barn est une grange américaine située au sud-est de Sisseton, dans le comté de Roberts, au Dakota du Sud. Elle est inscrite au Registre national des lieux historiques depuis début le 1er mars 2021.